# Zamboangabuulbuul
De zamboangabuulbuul (Hypsipetes rufigularis) is een zangvogel uit de familie Pycnonotidae (buulbuuls).

## Verspreiding
Deze soort komt voor op de eilanden Mindanao en Basilan in de Filipijnen.

## Status
De grootte van de populatie is niet gekwantificeerd maar de soort wordt omschreven als vrij schaars. Het verspreidingsgebied is vrij klein en de soort gaat waarschijnlijk achteruit door habitatverlies. Op de Rode lijst van de IUCN heeft deze soort daarom de status gevoelig.